# Argyrospila maculata
Argyrospila maculata är en fjärilsart som beskrevs av Eduard Friedrich Eversmann 1844. Argyrospila maculata ingår i släktet Argyrospila och familjen nattflyn. Inga underarter finns listade i Catalogue of Life.